# Marie-Denise Villers
Pour les articles homonymes, voir Villers et Lemoine.
Marie-Denise Villers, dite « Nisa Lemoine » ou « Nissa Villers », née Marie-Denise Lemoine en 1774 à Paris où elle est morte le 19 aout 1821 est une peintre française.
Elle s'est illustrée comme portraitiste de style néo-classique.

## Biographie
Marie-Denise Villers est issue d’une famille d’artistes. Fille de Charles Lemoine et de Marie-Anne Rousselle, elle vit avec sa famille dans l'ancien 1er arrondissement de Paris, rue Saint-Honoré-Traversière, près du Palais-Royal. Ses sœurs Marie-Victoire Lemoine et Marie-Élisabeth Gabiou sont également des portraitistes accomplies, de même que sa cousine Jeanne-Élisabeth Chaudet. On sait peu de choses sur sa jeunesse, mais il est probable que sa sœur ainée Marie-Victoire et sa cousine Jeanne-Élisabeth ont fait leurs débuts en peinture dès leur 20e année.
En 1794, elle épouse l’étudiant en architecture Michel-Jean-Maximilien Villers. Elle expose trois œuvres au Salon de l’an VII (1799) en tant qu'élève de Girodet. Elle fréquente également les ateliers du baron Gérard et de Jacques-Louis David. Au nombre de ses œuvres présentées au Salon de 1799, on trouve un Portrait d’une femme peintre, auquel est attribué un prix d’encouragement de 1 500 francs, et que certains historiens de l'art ont parfois considéré comme un autoportrait. 
Elle expose au Salon de 1801 une Étude d’une jeune femme assise à la fenêtre, suivie, en 1802, par un tableau de genre, Un enfant dans son berceau, entraîné par les eaux de l’inondation du mois de Nivôse an X. Sa dernière œuvre connue est un Portrait de la duchesse d’Angoulême, exposé en 1814.

## Postérité
Cette artiste, surtout connue pour ses portraits néo-classiques, tombe alors dans l’oubli jusqu'à sa mort. Sa redécouverte ne date que de la fin du XIXe siècle.
Ses œuvres ont souvent été attribuées à Anne-Louis Girodet, ainsi qu’à Jacques-Louis David. Sa Jeune femme dessinant de 1801 (New York, Metropolitan Museum of Art), qui a été attribuée à David, ne lui est réattribuée que depuis 1996. Certains historiens de l’art ont suggéré que cette toile serait un autoportrait ou peinte par Constance-Marie Charpentier, mais elle est maintenant considérée par le Metropolitan Museum of Art comme un portrait de Marie Joséphine Charlotte du Val d'Ognes.
Au printemps 2021, son Portrait présumé de Madame Sostras laçant son chausson est choisi pour l'affiche de l'exposition « Peintres femmes, 1780-1830 » présentée au musée du Luxembourg à Paris.

## Œuvres
- La Peinture, 1799[9].
- Une bacchante endormie, 1799[10].
- Étude d’une jeune femme assise sur une fenêtre, 1800-1801[11],[12].
- Jeune Femme dessinant, aussi titré Portrait de Charlotte du Val d'Ognes, 1801, New York, Metropolitan Museum of Art (attribution)[13],[1].
- Une étude de femme d’après nature, ou Portrait présumé de Madame Soustras, 1802, Paris, musée du Louvre[14].
- Étude d’une femme à sa toilette[15].
- Un enfant dans son berceau, entrainé par les eaux de l’inondation du mois de Nivôse an X, 1802[16].
- Portrait de la duchesse d’Angoulême, Salon de 1814 (hors livret)[17],[18].
- Jeune Fille au chien (attribution) [1].

Œuvres de Marie-Denise Villers
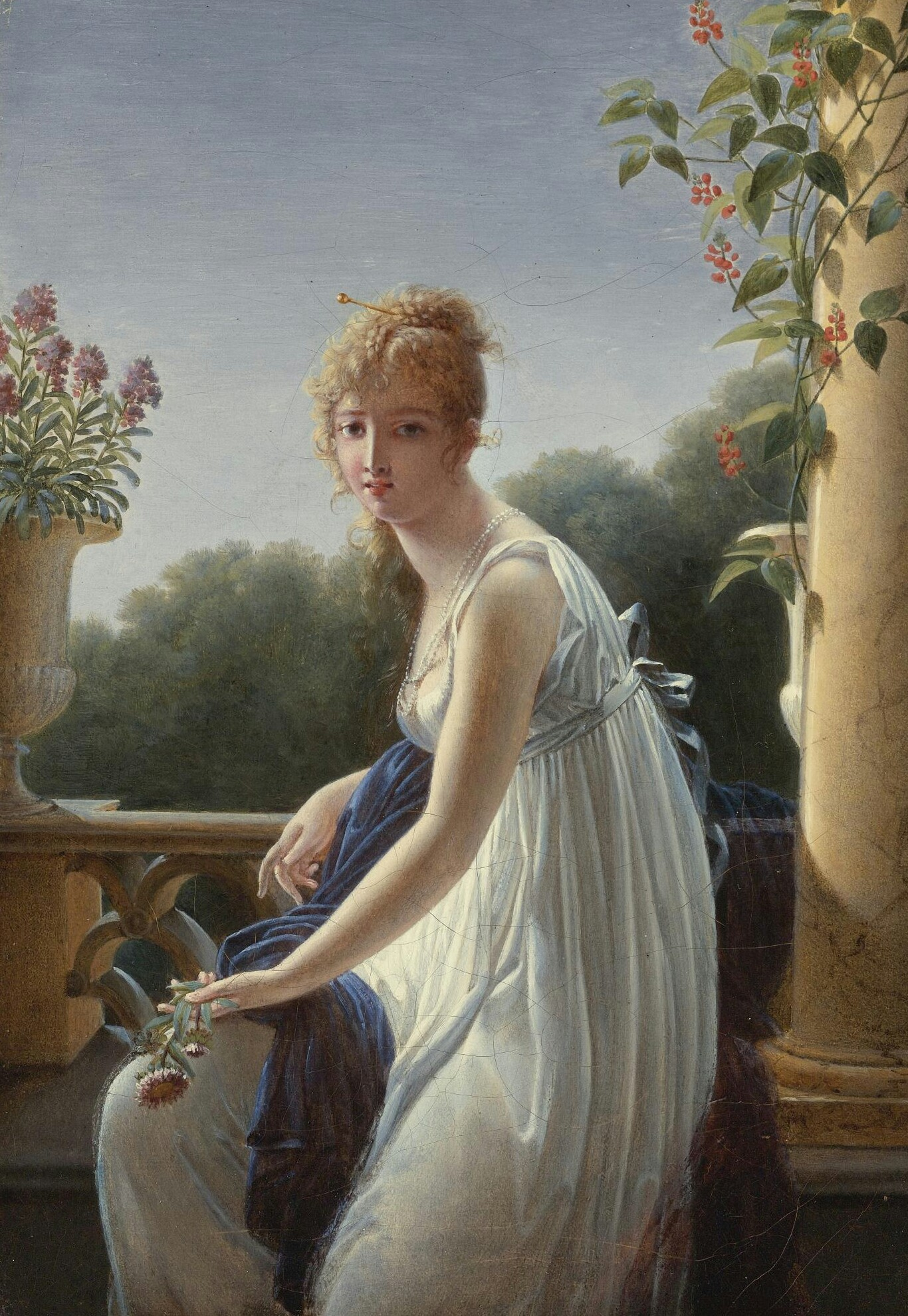
Étude ou copie de l’Étude d'une jeune femme assise à la fenêtre, tableau présenté au Salon de 1801, collection privée.
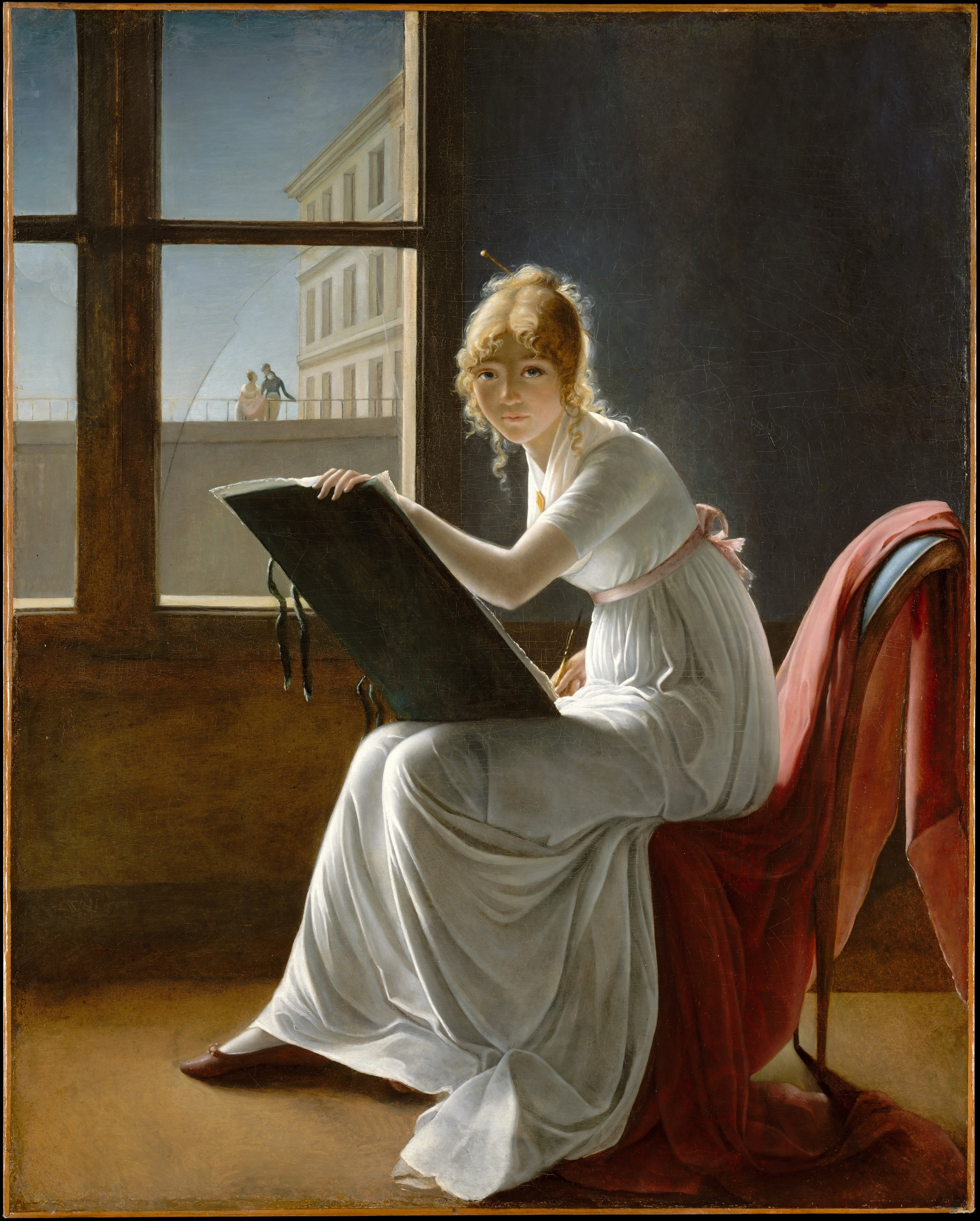
Jeune femme dessinant ou Marie Joséphine Charlotte du Val d'Ognes (attribution) (1801), New York, Metropolitan Museum of Art.
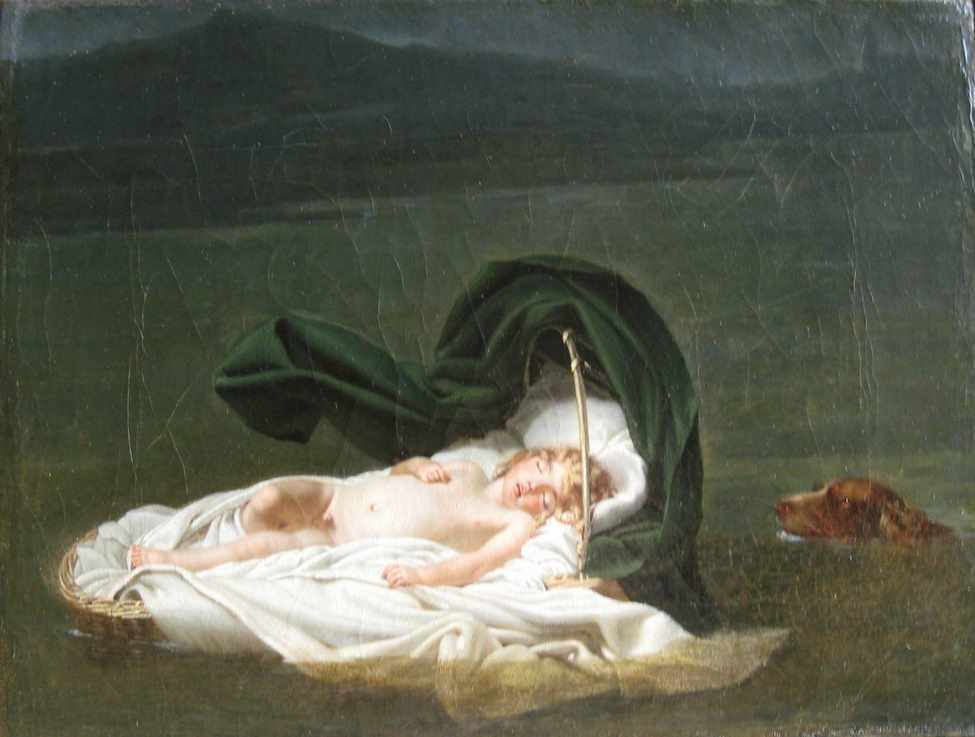
Un enfant dans son berceau, entraîné par les eaux de l'inondation du mois de nivôse an X (1810), Moscou, Arkhangelskoïe. Réplique réduite du tableau présenté au Salon de 1802.
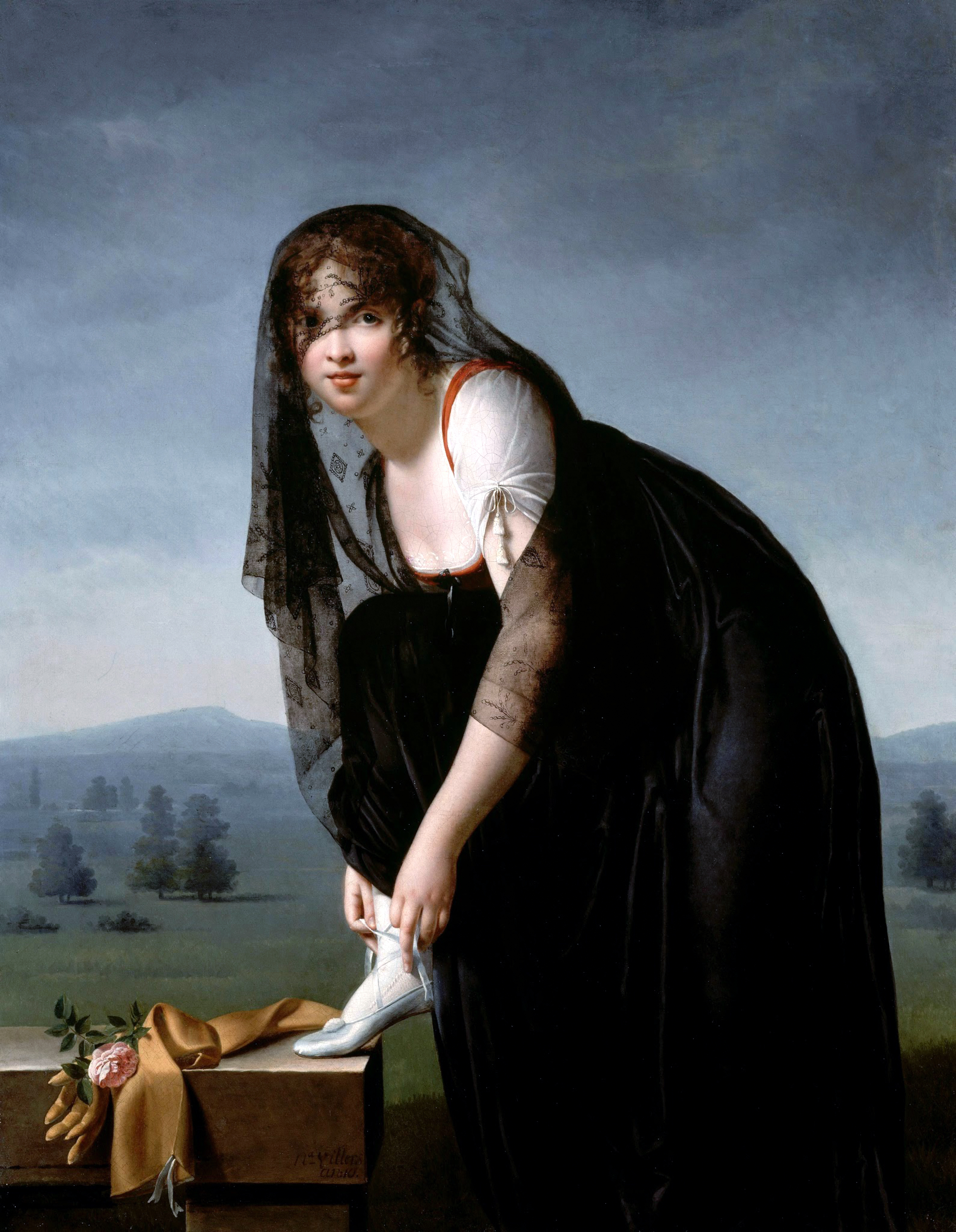
Une étude de femme d’après nature ou Portrait présumé de Madame Soustras laçant son chausson[8] (1802), Paris, musée du Louvre.